# Ouintokoulga
Ouintokoulga, également appelé Ouitokolgo ou parfois orthographié Wintokolga, est un village du département et la commune rurale de Pissila, situé dans la province du Sanmatenga et la région du Centre-Nord au Burkina Faso.

## Géographie

### Situation et environnement
Isolé au nord du département, Ouintokoulga se trouve à environ 30 km au nord de Pissila, le chef-lieu du département, à 35 km à l'est de Barsalogho, ainsi qu'à environ 50 km au nord-est de Kaya, la capitale régionale.

### Démographie
- En 2003, le village comptait 2 559 habitants estimés[4].
- En 2006, le village comptait 2 203 habitants recensés[1].

## Histoire
Alors que cette zone de la région avait été jusqu'alors relativement épargnée par le terrorisme djihadiste qui frappe le nord du Burkina Faso depuis 2015, l'infirmier-chef du CSPS du village, Olivier Ouédraogo, est tué le 21 juillet 2019 par des hommes armés. L'année suivante une attaque d'un convoi de déplacés internes par des groupes armés le 4 octobre 2020, à proximité du village, fait vingt-cinq morts civils, tous des hommes séparés des femmes et enfants avant d'être abattus.

## Économie
L'économie du village repose principalement sur l'agriculture mais également sur le commerce de son marché.

## Éducation et santé
Ouintokoulga accueille un centre de santé et de promotion sociale (CSPS) tandis que le centre hospitalier régional (CHR) se trouve à Kaya.
Le village possède une école primaire publique.